# 宮原幸三郎 (1890年生)
宮原 幸三郎（みやはら こうざぶろう、1890年（明治23年）1月22日 - 1966年（昭和41年）9月30日）は、大正から昭和期の内務官僚、実業家、政治家。衆議院議員。旧名・顕三。父は衆議院議員の宮原幸三郎。

## 経歴
広島県安芸郡、のちの呉市胡町で先代宮原幸三郎の長男として生まれる。第一高等学校を経て、1916年（大正5年）東京帝国大学法科大学政治学科を卒業。同年11月、文官高等試験行政科試験に合格した。
内務省に入省し、長野県属、同県下高井郡長、和歌山県伊都郡長、熊本県理事官、帝都復興院事務官兼書記官、内務省復興局書記官、兵庫県理事官などを歴任し、1928年（昭和3年）に退官した。
1935年（昭和10年）呉市助役に就任。その後、呉市会議員を務めた。その他、北支那開発 (株) 監査役、中興炭礦鉱業所理事、山東鉱業 (株) 監査役などに就任し、洋服布地輸入販売オーバー・シーズ・ストアの共同経営を行った。
1946年（昭和21年）4月の第22回衆議院議員総選挙で広島県全県区から日本自由党公認で立候補して落選。1947年（昭和22年）4月の第23回総選挙で広島県第2区から立候補したが落選。1949年（昭和24年）1月の第24回総選挙に民主自由党公認で出馬して初当選し、第25回総選挙では次点で落選したが、1953年（昭和28年）4月の第26回総選挙に自由党公認で出馬して再選され、衆議院議員に通算2期在任した。この間、衆議院両院法規委員長、自由党総務などを務め、旧軍港市転換促進議員連盟委員長として同法の制定や、また、旧海軍工廠関係年金受給者の特別措置法の制定について尽力した。その後、1955年（昭和30年）2月の第27回総選挙に立候補したが落選した。
1956年（昭和31年）原子燃料公社監事に就任した。